# Louis Sachar
Pour les articles homonymes, voir Sachar.
Œuvres principales
- Le Passage
- Histoires bizarres de l'école Zarbi
- L'École Zarbi déménage

Louis Sachar, né le 20 mars 1954 à East Meadow, dans l'État de New York est un écrivain américain.

## Biographie
Louis Sachar est né le 20 mars 1954 à East Meadow dans l'État de New York. À neuf ans, ses parents et lui déménagent à Tustin, dans l'État de Californie. Il y grandit avant de commencer ses études universitaires à Antioch College, dans l'Ohio. À la suite de la mort de son père, il retourne auprès de sa mère pour ensuite reprendre ses études en économie à l'Université de Californie à Berkeley. C'est à ce moment qu'il commence à travailler en tant que professeur assistant à l'école primaire Hillside. C'est son expérience dans cette école qui le pousse à commencer à écrire, en 1976, Histoires bizarres de l'école Zarbi (Sideways Stories From Wayside School), son premier roman.
Louis Sachar a reçu la médaille Newbery pour son best-seller de 1998, Le Passage (Holes), couronné en France par le prix Sorcières 2001 du meilleur roman adolescent, et l'année suivante par le prix ado-lisant.

## Œuvres

### SérieÉcole Zarbi
1. Histoires bizarres de l'école Zarbi, Bayard Jeunesse, 2003 ((en) Sideways Stories from Wayside School, 1978)
2. L'École Zarbi déménage, Bayard Jeunesse, 2004 ((en) Wayside School is Falling Down, 1989)
3. (en) Sideways Arithmetic from Wayside School, 1989
4. (en) More Sideways Arithmetic from Wayside School, 1994
5. (en) Wayside School Gets a Little Stranger, 1995
6. (en) Wayside School Beneath the Cloud of Doom, 2020

### SérieMarvin Redpost
1. (en) Kidnapped at Birth?, 1992
2. (en) Why Pick on Me?, 1993
3. (en) Is He A Girl?, 1993
4. (en) Alone in His Teacher's House, 1994
5. (en) Class President, 1999
6. (en) A Flying Birthday Cake?, 1999
7. (en) Super Fast Out of Control!, 2000
8. (en) A Magic Crystal?, 2000

### SérieLe Passage
1. Le Passage, L'École des loisirs, 2000 ((en) Holes, 1998)Adapté au cinéma sous le titre La Morsure du lézard, ce qui a entraîné une réédition du roman avec ce nouveau titre. Médaille Newbery 1999, prix Sorcières 2001 du meilleur roman adolescent, prix ado-lisant 2002
2. Manuel de survie de Stanley Yelnats pour le camp du lac vert, L'École des loisirs, 2004 ((en) Stanley Yelnats' Survival Guide to Camp Green Lake, 2003)
3. Pas à pas, L'École des loisirs, 2006 ((en) Small Steps, 2006)

### Romans indépendants
- (en) Johnny's in the Basement, 1981
- Des poissons dans la tête, Bayard Jeunesse, 2008 ((en) Someday Angeline, 1983)
- (en) Sixth Grade Secrets, 1987Publié au Royaume-Uni sous le titre Pig City
- Il y a un garçon dans les toilettes des filles, L'École des loisirs, 2001 ((en) There's a Boy in the Girl's Bathroom, 1987)
- Le Garçon qui avait perdu la face, L'École des loisirs, 2003 ((en) The Boy Who Lost His Face, 1989)
- Le Pitre de la classe, Bayard Jeunesse, 2011 ((en) Dogs Don't Tell Jokes, 1991)
- (en) The Cardturner, 2010
- Chemins toxiques, Gallimard Jeunesse, 2016 ((en) Fuzzy Mud, 2015)
- (en) The Magician of Tiger Castle, 2025

## Récompenses
- Young Reader's Choice Award (3 fois primés)
- 1999 : médaille Newbery pour Le Passage
- 2001 : prix Sorcières du meilleur roman adolescent pour Le Passage
- 2002 : prix ado-lisant pour Le Passage